# Claudio Villa

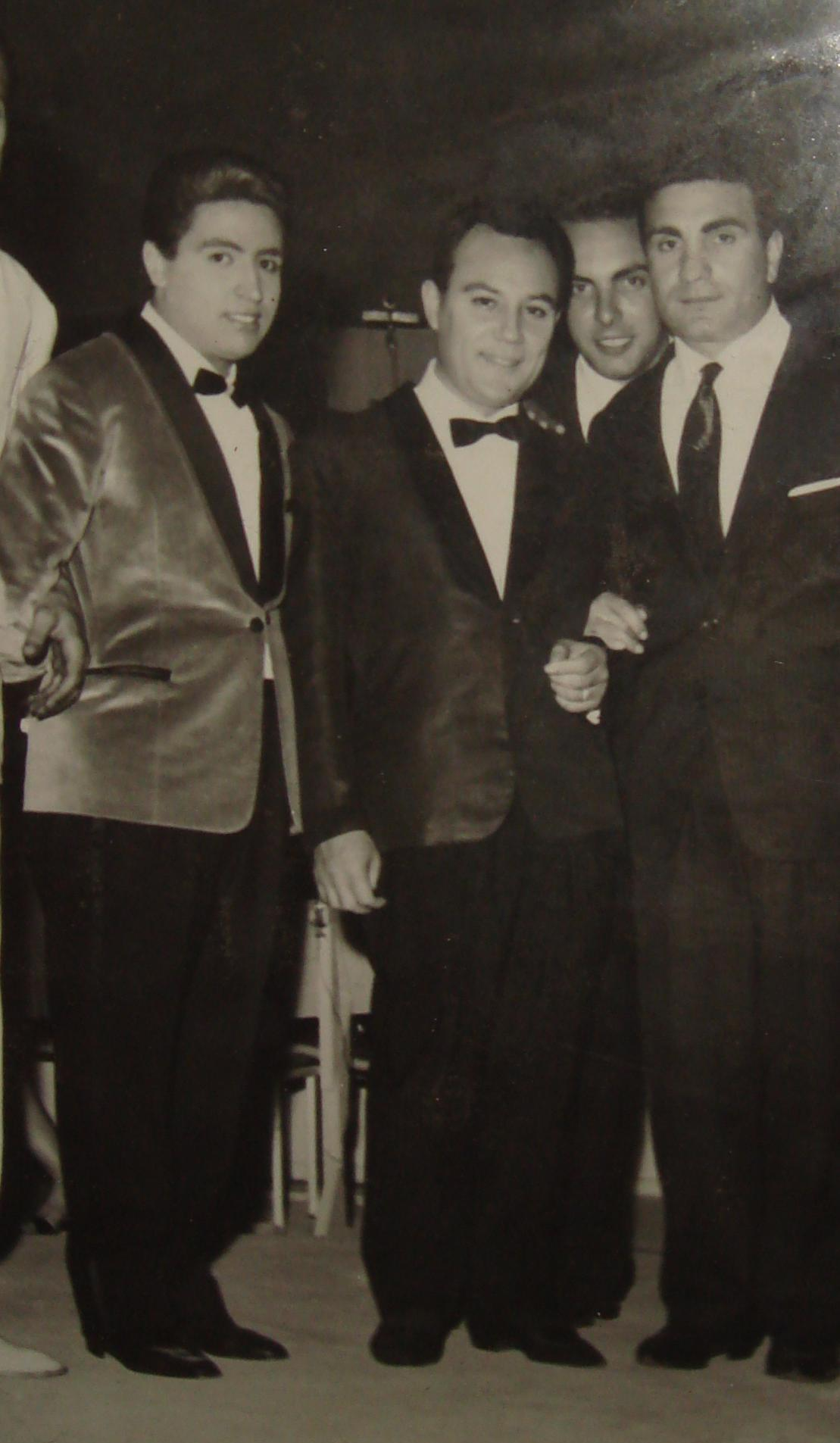
Claudio Villa (Mitte) und Mario Trevi (links), 1962

Claudio Villa (* 1. Januar 1926 in Rom als Claudio Pica; † 7. Februar 1987 in Padua) war ein italienischer Sänger und Schauspieler. Er besaß eine besonders hohe Tenorstimme und galt im Italien der 1950er-Jahre als „kleiner König“ (reuccio) des melodiösen, populären Liedes. Am Sanremo-Festival nahm Villa ganze 13-mal teil (darunter vier Siege), zweimal vertrat er außerdem sein Land beim Grand Prix Eurovision de la Chanson.

## Karriere
Im volkstümlichen römischen Viertel Trastevere geboren, pflegte Villa besonders die Liedtradition seiner Heimatstadt. Er debütierte nach verschiedenen Gelegenheitsjobs 1944 als Sänger im Theater Ambra Jovinelli, erkrankte jedoch schon ein Jahr später an Tuberkulose, was sich auf seine Gesangstechnik auswirkte. Mit seinem speziellen Falsettgesang etablierte sich Villa als Begründer der italienischen gorgheggiatori („Jodler“). Die ersten Aufnahmen veröffentlichte er ab 1947 beim italienischen Parlophon-Label (eine frühe Abspaltung der deutschen Parlophon), bis er 1949 zusammen mit dem Musikerkollegen Gino Conte das Label Vis Radio gründete. Beim Sanremo-Festival 1955 ging Villa sogleich als Favorit ins Rennen und gewann den Wettbewerb auch tatsächlich zusammen mit Tullio Pane mit dem Lied Buongiorno tristezza. Aufgrund seiner Popularitätswelle in den 50er-Jahren trat Villa auch in einer Reihe von Filmen als Schauspieler auf.
Nachdem er 1956 zum Label Cetra gewechselt hatte, gewann der Sänger 1957 erneut das Sanremo-Festival, diesmal mit Corde della mia chitarra, zusammen mit Nunzio Gallo. Gallo präsentierte das Lied anschließend auch beim Grand Prix Eurovision de la Chanson. Bis 1982 nahm Villa weitere elfmal an Sanremo teil, wobei er oft auch mehrere Beiträge im Rennen hatte. Zusammen mit Domenico Modugno gewann er 1962 wieder das Festival mit dem Lied Addio… addio…, das er auch selbst beim Grand Prix Eurovision präsentierte (er landete auf dem neunten Platz). Der vierte Sanremo-Sieg gelang Villa schließlich 1967 mit Non pensare a me zusammen mit Iva Zanicchi. Im selben Jahr trat er ein zweites Mal beim Grand Prix an und wurde mit Non andare più lontano Elfter.

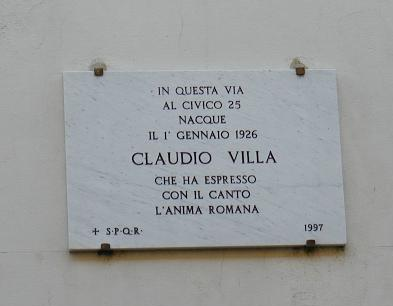
Gedenktafel an Villas Geburtshaus

Während Villa in den 50er-Jahren noch als unangefochtener „König“ seines Genres galt, begann sich der Publikumsgeschmack in Italien Anfang der 60er-Jahre zu verändern. Villa galt zunehmend als altmodisch, und modernere Sänger wie Domenico Modugno wurden bevorzugt. Villa veränderte seinen Stil und sein Repertoire jedoch nur wenig. Sein schwieriger Charakter führte außerdem regelmäßig zu zahlreichen Streitereien mit anderen Sängern, mit den Organisatoren des Sanremo-Festivals und mit der Presse.

## Diskografie

### Alben
Keines der vielen Alben Villas (allein 1957 erschienen 17 Alben bei unterschiedlichen Labels) wird von den erst 1970 einsetzenden M&D-Charts erfasst. In neuerer Zeit gelang einzig 2009 postum einer Kompilation der Charteinstieg.

| Jahr | Titel Musiklabel                              | Höchstplatzierung, Gesamtwochen, AuszeichnungChartsChartplatzierungen (Jahr, Titel, Musiklabel, Platzierungen, Wochen, Auszeichnungen, Anmerkungen) | Anmerkungen |
| Jahr | Titel Musiklabel                              | IT | Anmerkungen |
| ---- | --------------------------------------------- | --- | ----------- |
| 2009 | Tutto Villa (Storia di una voce) Warner Music | IT89 (2 Wo.)IT |             |

### Singles
Villa nahm im Lauf seiner Karriere über 3000 Lieder auf. Die erste 10″-Single-Veröffentlichung stammt aus dem Jahr 1947. Da die italienischen Singlecharts von Musica e dischi erst 1960 einsetzen, wird nur ein kleiner Teil von Villas Erfolgen dadurch erfasst. Eine vollständige Diskografie stellt die Website Pamabù bereit.

| Jahr | Titel Album                                                 | Höchstplatzierung, Gesamtwochen, AuszeichnungChartsChartplatzierungen (Jahr, Titel, Album, Platzierungen, Wochen, Auszeichnungen, Anmerkungen) | Anmerkungen                   |
| Jahr | Titel Album                                                 | IT | Anmerkungen                   |
| ---- | ----------------------------------------------------------- | --- | ----------------------------- |
| 1963 | Amor, mon amour, my love Da Il Cantatutto con Milva e Villa | IT3 (6 Wo.)IT | Cetra, SP 1162                |
| 1966 | Una casa in cima al mondo –                                 | IT13 (2 Wo.)IT | Cetra, SP 1296                |
| 1967 | Granada Villa’s Story                                       | IT10 (2 Wo.)IT | Cetra, SP 424 erschienen 1958 |
| 1967 | Non pensare a me 25 anni di successi                        | IT7 (5 Wo.)IT | Cetra, SP 1327                |
| 1969 | Povero cuore 25 anni di successi                            | IT13 (3 Wo.)IT | Cetra, SP 1371                |
| 1969 | Il tuo mondo 25 anni di successi                            | IT19 (3 Wo.)IT | Cetra, SP 1407                |
| 1970 | Il sole del mattino –                                       | IT23 (2 Wo.)IT | Cetra, SP 1420                |
| 1971 | Non è la pioggia –                                          | IT19 (7 Wo.)IT | Cetra, SP 1448                |
| 1972 | La cosa più bella –                                         | IT11 (7 Wo.)IT | Cetra, SP 1468                |

## Filmografie
- 1947: Sono io l’assassino
- 1950: Die große Schau (Botta e risposta)
- 1951: Canzone di primavera
- 1951: Stasera sciopero
- 1951: Vedi Napoli e poi muori
- 1952: Solo per te Lucia
- 1952: Serenata amara
- 1954: Canzone d’amore
- 1955: Ore 10: lezione di canto
- 1956: Canzone proibita
- 1956: Guaglione
- 1956: Sanremo canta
- 1957: Vivendo cantando… che male ti fò?
- 1957: Sette canzoni per sette sorelle
- 1957: Eine Nacht mit 16 Blondinen (Serenate per 16 bionde)
- 1957: Primo applauso
- 1957: C’è un sentiero nel cielo
- 1957: Buongiorno primo amore!
- 1957: La canzone del destino
- 1958: L’amore nasce a Roma
- 1958: Perfide… ma belle
- 1959: Destinazione Sanremo
- 1959: Quanto sei bella Roma
- 1960: Un canto nel deserto
- 1960: La banda del buco
- 1960: Fontana di Trevi
- 1962: Appuntamento in Riviera
- 1967: Granada, addio!
- 1978: Melodrammore
- 1983: “FF.SS.” – Cioè: “…che mi hai portato a fare sopra a Posillipo se non mi vuoi più bene?”

## Belege
1. ↑  Alben von Claudio Villa. In: Italiancharts.com. Hung Medien, abgerufen am 3. September 2016.
2. ↑  Discografia ufficiale di Claudio Villa. In: Pamabù. Ottavio Buonomo, abgerufen am 3. September 2016 (italienisch, Tonträger sortiert nach Schallplatten zu 78, 45, 16 und 33 Umdrehungen sowie nach CDs).
3. ↑  M&D-Chartarchiv. Musica e dischi, archiviert vom Original (nicht mehr online verfügbar) am 18. Mai 2015; abgerufen am 3. September 2016 (italienisch, kostenpflichtiger Abonnement-Zugang).  Info: Der Archivlink wurde automatisch eingesetzt und noch nicht geprüft. Bitte prüfe Original- und Archivlink gemäß Anleitung und entferne dann diesen Hinweis.

| Personendaten    | Personendaten                         |
| ---------------- | ------------------------------------- |
| NAME             | Villa, Claudio                        |
| ALTERNATIVNAMEN  | Pica, Claudio                         |
| KURZBESCHREIBUNG | italienischer Sänger und Schauspieler |
| GEBURTSDATUM     | 1. Januar 1926                        |
| GEBURTSORT       | Rom, Italien                          |
| STERBEDATUM      | 7. Februar 1987                       |
| STERBEORT        | Padua, Italien                        |